# Giro di Lombardia 2013
Il Giro di Lombardia 2013, centosettesima edizione della "classica delle foglie morte", valido come ventisettesima prova dell'UCI World Tour 2013, si è disputato domenica 6 ottobre 2013. La vittoria è stata conseguita dallo spagnolo Joaquim Rodríguez, che ha bissato la vittoria dell'anno precedente. Ha concluso i 242 km del percorso in 6h10'18"; il podio è stato completato dal connazionale Alejandro Valverde e dal polacco Rafał Majka.

## Squadre partecipanti
| N.      | Cod. | Squadra                      |
| ------- | ---- | ---------------------------- |
| 1-8     | KAT  | Katusha Team                 |
| 11-18   | ALM  | AG2R La Mondiale             |
| 21-28   | AND  | Androni Giocattoli-Venezuela |
| 31-38   | AST  | Astana Pro Team              |
| 41-48   | BEL  | Belkin Pro Cycling Team      |
| 51-58   | BMC  | BMC Racing Team              |
| 61-68   | CAN  | Cannondale Pro Cycling       |
| 71-78   | COL  | Colombia                     |
| 81-88   | EUS  | Euskaltel-Euskadi            |
| 91-98   | FDJ  | FDJ.fr                       |
| 101-108 | GRS  | Garmin-Sharp                 |
| 111-118 | IAM  | IAM Cycling                  |
| 121-128 | LAM  | Lampre-Merida                |

| N.      | Cod. | Squadra                |
| ------- | ---- | ---------------------- |
| 131-138 | LTB  | Lotto-Belisol Team     |
| 141-148 | MOV  | Movistar Team          |
| 151-158 | MTN  | MTN-Qhubeka            |
| 161-168 | OPQ  | Omega Pharma-Quickstep |
| 171-178 | OGE  | Orica-GreenEDGE        |
| 181-188 | RLT  | RadioShack-Leopard     |
| 191-198 | SKY  | Sky Procycling         |
| 201-208 | ARG  | Team Argos-Shimano     |
| 211-218 | EUC  | Team Europcar          |
| 221-228 | TNE  | Team NetApp-Endura     |
| 231-238 | TST  | Team Saxo-Tinkoff      |
| 241-248 | VCD  | Vacansoleil-DCM        |

## Ordine d'arrivo (Top 10)
| Pos. | Corridore          | Squadra       | Tempo    |
| ---- | ------------------ | ------------- | -------- |
| 1    | Joaquim Rodríguez  | Katusha       | 6h10'18" |
| 2    | Alejandro Valverde | Movistar      | a 17"    |
| 3    | Rafał Majka        | Saxo-Tinkoff  | a 23"    |
| 4    | Daniel Martin      | Garmin-Sharp  | a 45"    |
| 5    | Enrico Gasparotto  | Astana        | s.t.     |
| 6    | Daniel Moreno      | Katusha       | a 55"    |
| 7    | Pieter Serry       | Omega Pharma  | s.t.     |
| 8    | Franco Pellizotti  | Androni Gioc. | s.t.     |
| 9    | Ivan Santaromita   | BMC Racing    | s.t.     |
| 10   | Robert Gesink      | Belkin        | s.t.     |